# Діонісій (місячний кратер)
Кра́тер Діоні́сій (лат. Dionysius) — невеликий молодий метеоритний кратер на західній межі Моря Спокою на видимому боці Місяця. Назву дано на честь афінського мислителя і християнського святого Діонісія Ареопагіта (I ст. н. е.) й затверджено Міжнародним астрономічним союзом у 1935 році. Утворення кратера відбулось у коперниківському періоді.

## Опис кратера

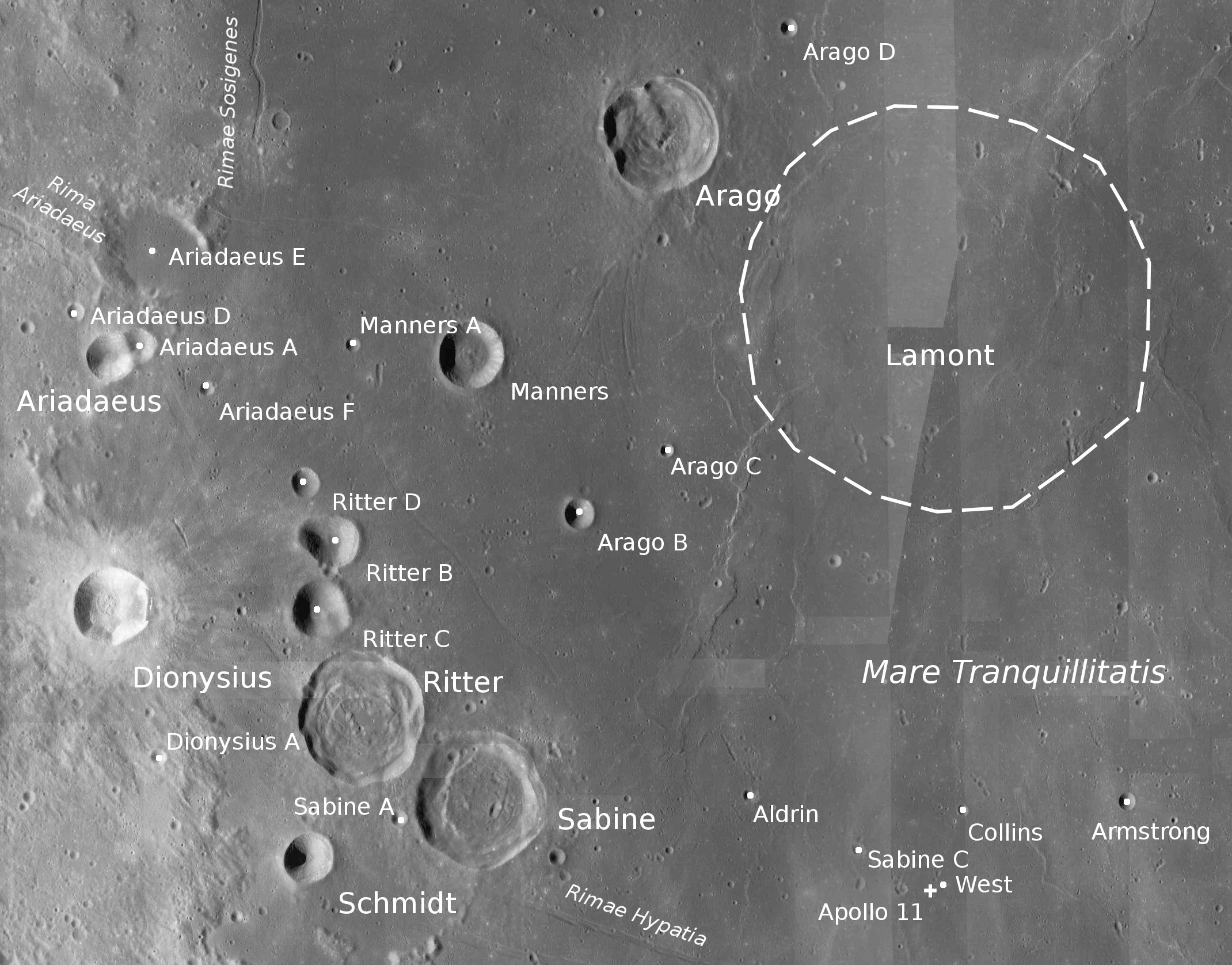
Околиці кратера Діонісій. Світлина Lunar Reconnaissance Orbiter

Найближчими сусідами кратера є кратери Морган і Келі на заході північному заході; кратер Арідей на півночі; кратер Маннерс на північному сході; кратери Ріттер, Себін і Шмідт на південному сході; а також кратер Дарре на заході південному заході. Поблизу північно-східної частини кратера Діонісій проходять борозни Ріттера. Селенографічні координати центру кратера 2°46′ пн. ш. 17°17′ сх. д. / 2.77° пн. ш. 17.29° сх. д., діаметр становить 17,3 км, глибина — 1,2 км.

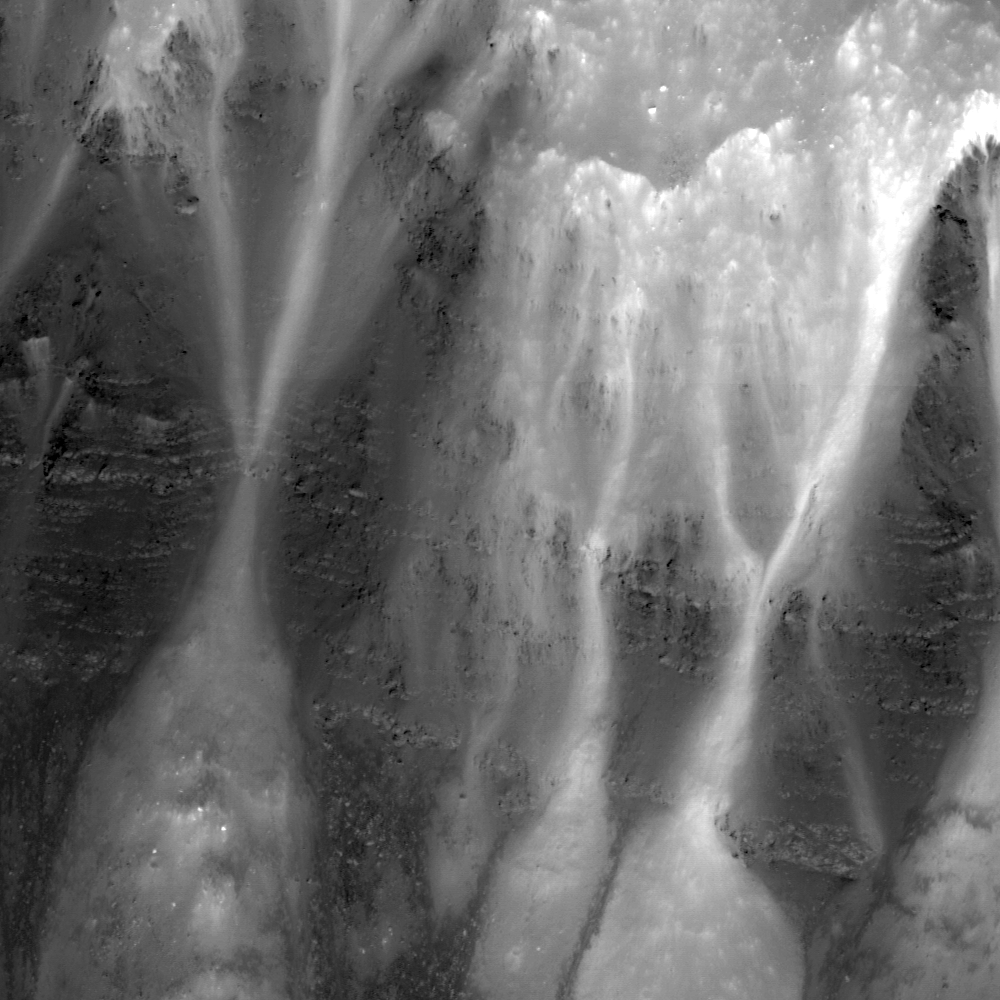
Осипи порід на східній частині внутрішнього схилу валу кратера Діонісій. Добре видно шари порід, які утворюють Море Спокою. Світлина Lunar Reconnaissance Orbiter

Кратер має полігональну форму з невеликою ділянкою плоского дна, є дещо видовжений у східному напрямі, практично не має слідів руйнування. Вал має гостру крайку і широкий гладкий внутрішній схил з ухилом 46°. Висота валу над навколишньою місцевістю сягає 750 м.
Кратер Діонісій має альбедо значно вище ніж у навколишньої місцевості і він оточений світлою короною порід викинутих при його утворенні. Далі, за цією короною, лежать викинуті темні породи. Кратер є центром яскравої системи променів та входить до відповідного списку таких кратерів Асоціації місячної і планетарної астрономії (ALPO). Цікавою особливістю цієї системи є наявність рідкісних темних променів, що було помічено лише у 1965 році.

## Сателітні кратери

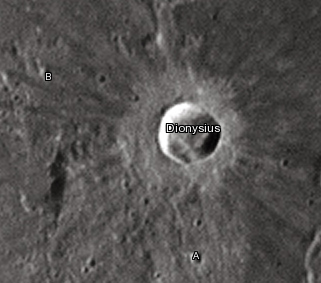
Світлина Девіда Кемпбелла.

| Діонісій | Координати                                              | Діаметр, км |
| -------- | ------------------------------------------------------- | ----------- |
| A        | 1°41′ пн. ш. 17°39′ сх. д. / 1.68° пн. ш. 17.65° сх. д. | 3,6         |
| B        | 2°58′ пн. ш. 15°49′ сх. д. / 2.96° пн. ш. 15.81° сх. д. | 3,4         |